# Mogador (cacciatorpediniere)
Il Mogador fu un cacciatorpediniere della Marine nationale, prima unità dell'omonima classe ed entrato in servizio nell'aprile 1939.
Attivo durante la seconda guerra mondiale, fu gravemente danneggiato il 3 luglio 1940 nel corso della distruzione della flotta francese a Mers-el-Kébir ad opera dei britannici; posto in cantiere a Tolone, trascorse il resto delle ostilità fermo in porto fino a che, il 27 novembre 1942, partecipò all'autoaffondamento in massa della flotta francese per evitare la sua cattura ad opera dei tedeschi.

## Storia

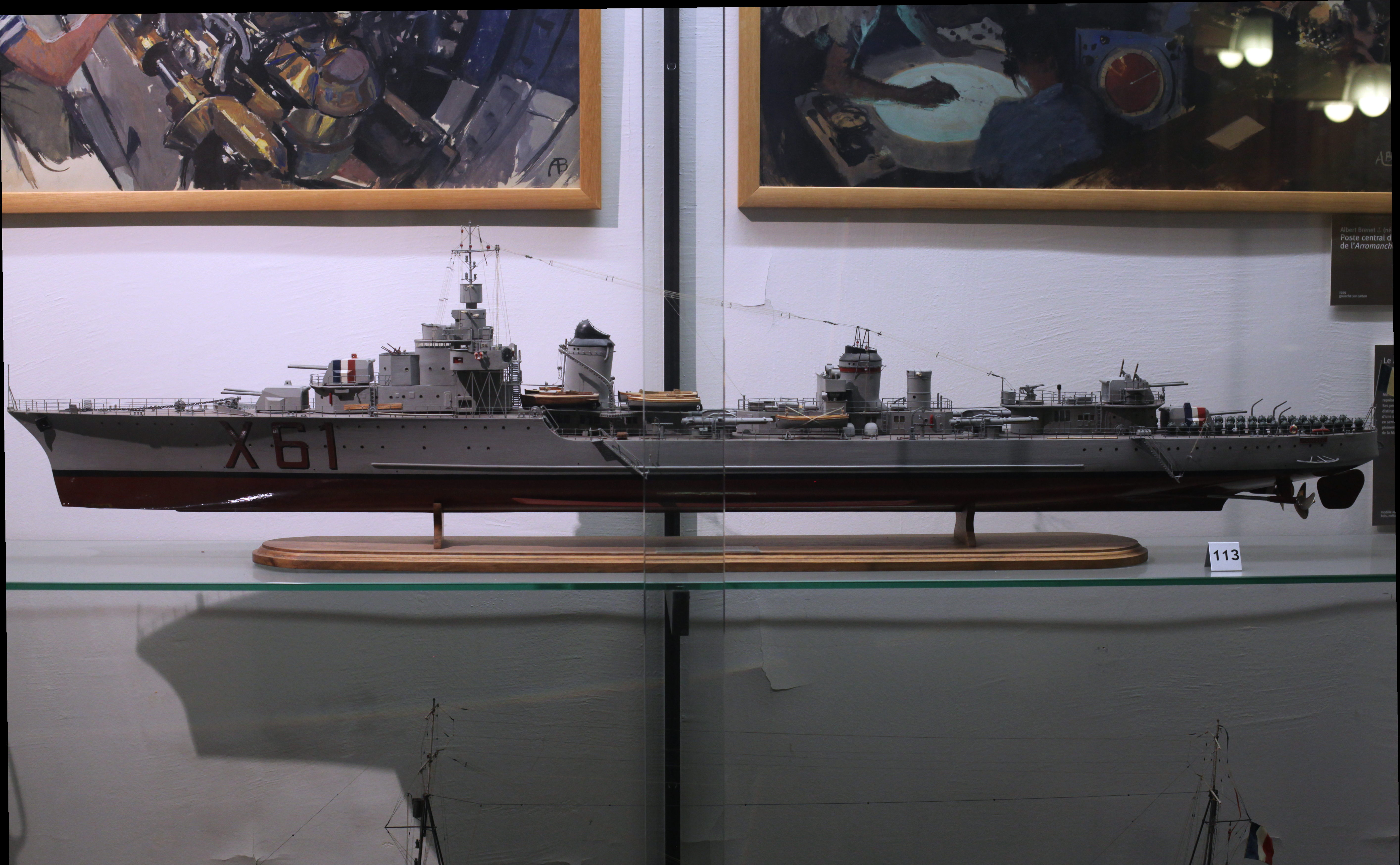
Un modellino in scala del Mogador esposto al Museo nazionale della marina di Parigi

Impostata il 28 dicembre 1934 nei cantieri dell'arsenale navale di Lorient, la nave venne varata il 9 giugno 1937 con il nome di Mogador in onore dell'omonima città del Marocco (all'epoca colonia della Francia); la nave entrò poi in servizio l'8 aprile 1939.
Insieme al gemello Volta, il Mogador formò la 6e Division de contre-torpilleurs che, allo scoppio della seconda guerra mondiale nel settembre 1939, fu integrata nella Force de Raid di base a Brest: lo scopo di questa formazione, composta dalle più moderne unità della Marine nationale, era quello di dare la caccia a violatori di blocchi e navi corsare tedesche nell'oceano Atlantico, come pure di fornire scorta ai convogli navali alleati. Tra il 21 e il 30 ottobre 1939 la Force de Raid fornì protezione al convoglio KJ.4 contro la minaccia rappresentata dalla "corazzata tascabile" tedesca Deutschland; una sortita delle navi da battaglia tedesche Gneisenau e Scharnhorst nel nord Atlantico portò la Force de Raid a salpare il 21 novembre da Brest per incontrarsi con l'incrociatore da battaglia britannico HMS Hood per pattugliare la zona a sud dell'Islanda, ma nessun contatto fu ottenuto perché le due unità tedesche rientrarono alla base protette dal cattivo tempo.
Il Mogador fu sottoposto a lavori di manutenzione a Lorient tra il gennaio e il marzo 1940, lavori che comportarono una serie di migliorie; la necessità di migliorare il suo armamento principale, già emersa durante le prove in mare l'anno prima, fu infine soddisfatta: la copertura di tela per il retro delle torrette venne sostituita da una porta scorrevole, furono installati nuovi apparati radio nonché scudi sulle mitragliatrici antiaeree e sui proiettori. Un impianto sonar tipo SS-6 fu aggiunto alle dotazioni dell'unità nel giugno 1940, ma si dimostrò poco efficiente.

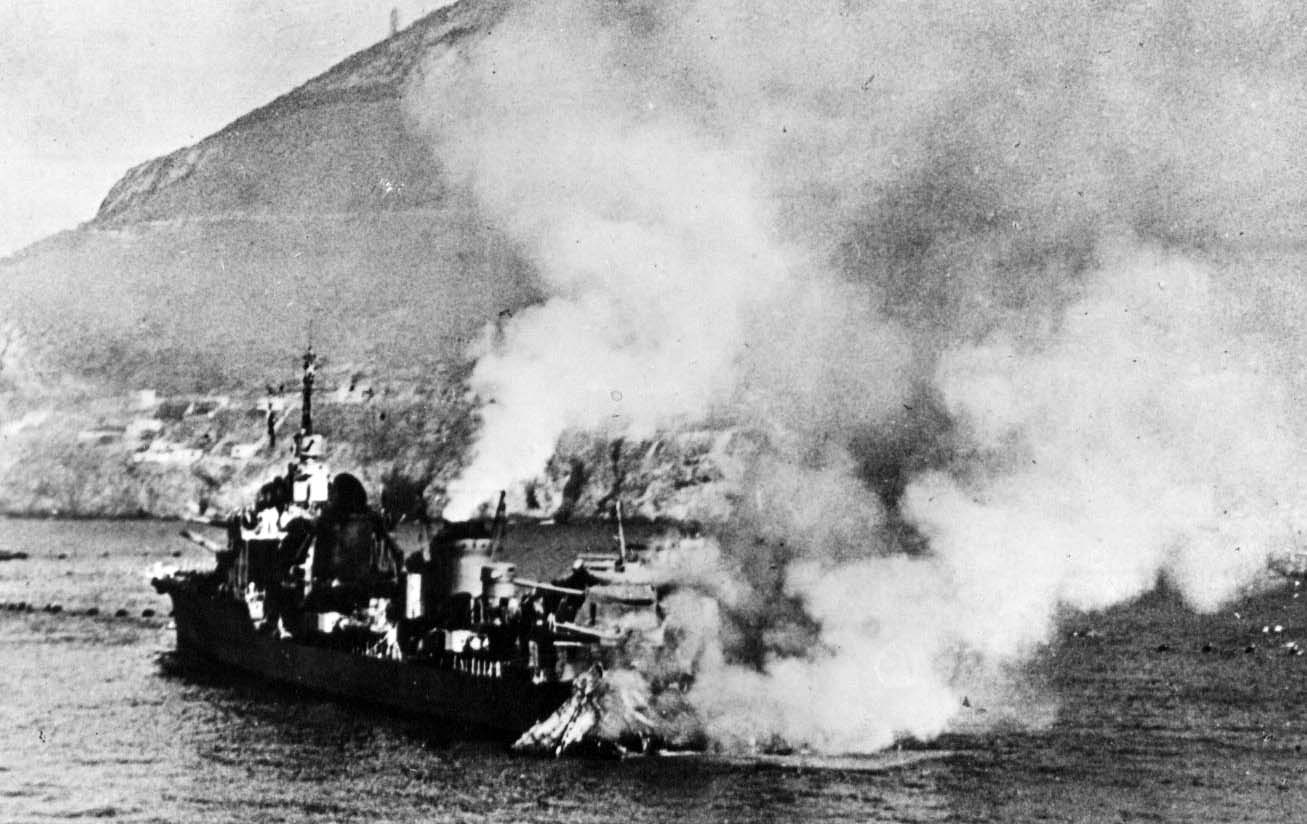
Il Mogador dopo l'attacco a Mers-el-Kébir del 3 luglio 1940, con la poppa distrutta dal tiro delle navi britanniche

Dopo la resa della Francia il 22 giugno 1940, il Mogador fu dislocato nella base di Mers-el-Kébir in Algeria, e fu presente quando, il 3 luglio, la flotta britannica attaccò le navi francesi qui ancorate: il Mogador stesso fu raggiunto da un proiettile perforante da 381 mm verso poppa, il quale pur non esplodendo fece detonare le bombe di profondità pronte all'uso qui ammassate; l'esplosione distrusse parte della poppa, ma miracolosamente non fece detonare il magazzino delle munizioni. Uno degli alberi motori rimase intatto mentre l'altro albero come pure le due turbine continuarono a funzionare benché danneggiate.  Il cacciatorpediniere fu portato a Orano per le prime riparazioni: messa in bacino di carenaggio il 17 luglio, la nave fu privata nella torretta numero 4 di poppa e le paratie furono riparate e rinforzate per consentirle di affrontare il mare aperto. Il Mogador salpò quindi il 1º dicembre alla volta di Tolone, dove fu ancora una volta messo in bacino per completare le riparazioni.
Nel corso dei lavori di ripristino, si decise di rinforzare l'armamento antiaereo della nave a seguito delle negative esperienze fino a qui sperimentate dalla Marina francese: secondo il progetto, la torretta numero 3 fu spostata nella posizione della rimossa torre numero 4 e rimpiazzata da una postazione di cannoni binati da 37 mm antiaerei; due ulteriori impianti binati da 37 mm sui due lati della parte posteriore della sovrastruttura, con un quarto impianto piazzato sulla parte anteriore del ponte al posto delle mitragliatrici da 13,2 mm. Il sonar SS-6 fu poi rimpiazzato con un apparato ASDIC britannico, fu aggiunto un cavo per la demagnetizzazione e furono installate sei nuove mitragliere antiaeree da 25 mm e due mitragliatrici da 13,2 mm.
La ricostruzione dell'unità procedette lentamente a causa della penuria di materiali, tanto che i lavori non iniziarono presso il cantiere Forges et Chantiers de la Mediterranée di La Seyne-sur-Mer fino al tardo febbraio 1942; nell'ottobre seguente si stimava che il completamento delle riparazioni non sarebbe potuto avvenire prima del luglio 1943.. A seguito della minaccia tedesca di occupare Tolone, tuttavia, il 27 novembre 1942 il Mogador partecipò all'autoaffondamento in massa della flotta francese adagiandosi sul fondale del cantiere di La Seyne-sur-Mer. Lo scafo fu riportato a galla dagli occupanti il 5 aprile 1943, ma si decise di non ripararlo; il relitto del Mogador colò di nuovo a picco in un bombardamento aereo su Tolone nel tardo 1944, fu riportato a galla nel 1949 e infine avviato alla demolizione.